# والو کاسا
والو کاسا (به اسپانیایی: Wallu Q'asa) یک کوه در پرو است که در منطقه اوئانکاولیکا واقع شده‌است. والو کاسا ۵٬۱۰۰ متر بالاتر از سطح دریا واقع شده‌است.